# CBU-87

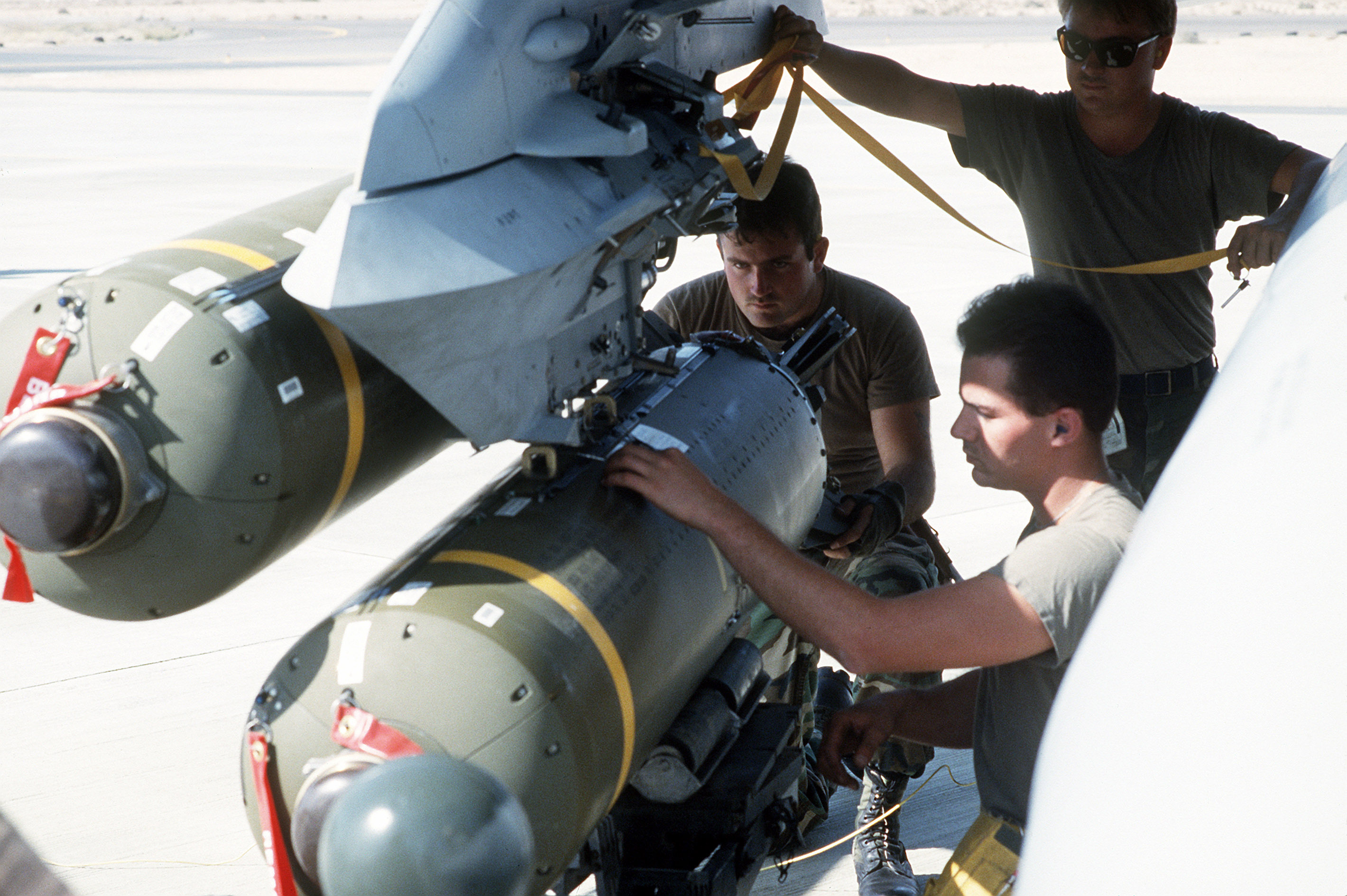

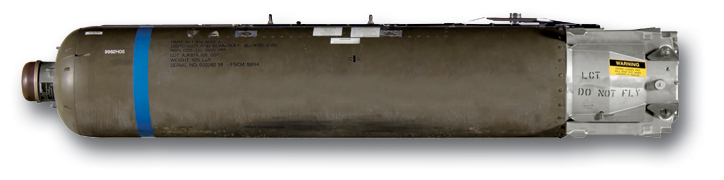
CBU-103 (CBU-87 equipaggiata con il sistema WCMD).

La CBU-87 Combined Effects Munition è una bomba a grappolo utilizzata dall'aeronautica militare americana a bordo di aviogetti e cacciabombardieri, sviluppata in collaborazione con Aerojet e Honeywell, introdotta nel 1986 per rimpiazzare la vecchia generazione di bombe a grappolo utilizzata durante la guerra del Vietnam. Quando la CBU-87 viene utilizzata in congiunzione al Wind Corrected Munition Dispenser (sistema di navigazione GPS) si trasforma in una bomba teleguidata denominata CBU-103.

## Descrizione
La CBU-87 è designata per poter essere sganciata a qualsiasi altitudine e velocità. È una bomba a caduta libera, e in quanto tale richiede che sia l'aeromobile che la trasporta a puntare il bersaglio; una volta sganciata, al contrario delle bombe teleguidate, non richiede infatti nessun tipo di istruzioni aggiuntive. La bomba è lunga 2,31 metri, ha un diametro di 41 centimetri e pesa circa 430 kg. Il prezzo è di 14.000 dollari americani per bomba.
Ogni CBU-87 è costituita da un cilindro SUU-65B, una spoletta con 12 modalità di ritardo dell'esplosione e 202 submunizioni (o bomblets) BLU-97/B. Le bomblets sono costituite da un cilindro giallo dalla lunghezza e diametro rispettivamente di 20 e 6 centimetri. Le submunizioni BLU-97/B sono designate per essere utilizzare contro autoblindi, personale a terra e corazze leggere; e sono costituite da una carica cava e un anello in zirconio per effetti incendiari. La CBU-87 può anche essere opzionalmente quipaggiata con un sensore di prossimità FZU-39/B con 10 diverse selezioni d'altitudine.
Una volta sganciata la bomba incomincia a ruotare su sé stessa. Raggiunta una determinata altitudine, il cilindro si apre e le submunizioni vengono rilasciate nell'aria. Ogni bomblet possiede sulla propria coda un anello ricoperto di flap, che orientano la submunizione e dispiegano un deceleratore aerodinamico gonfiabile per rallentarne la caduta libera. Dipendentemente dal rateo di rotazione e l'altitudine al quale il cilindro viene aperto, la bomba può ricoprire un'area che varia da 20x20 metri (con rilascio a bassa altitudine e rotazione) a 120x240 metri (con un rilascio a elevata altitudine e rotazione).

## Utilizzo operativo
Nel corso dell'operazione Desert Storm, l'Air Force americana ha sganciato 10.035 CBU-87, mentre nell'operazione Allied Force l'US ha sganciato circa 1.100 bombe a grappolo, di cui quasi interamente CBU-87.